# Саркісян Габріел Едуардович
Габріел Едуарді Саркісян (вірм. Գաբրիել Էդուարդի Սարգսյան; нар. 3 вересня 1983) - вірменський шахіст, гросмейстер від 2002 року. Входив до складу збірної Вірменії, яка здобула золоті медалі на шахових олімпіадах у 2006, 2008 та 2012 роках, а також на командному чемпіонаті світу у 2011 році. Нагороджений Медаллю Мовсеса Хоренаці в червні 2006 року і нагороджений титулом заслужений майстер спорту Республіки Вірменії 2009 року.
Його рейтинг станом на березень 2020 року — 2682 (51-ше місце у світі, 2-ге — у Вірменії).

## Перші роки
Саркісян народився в Єревані 3 вересня 1983 року. В шахи грати навчив його дідусь, коли йому було 6 років. Виграв юнацький чемпіонат світу (до 14 років) у 1996 році та юнацький чемпіонат Європи (до 16 років) у 1998 році. Того ж року став міжнародним майстром.

## Кар'єра
Саркісян виграв чемпіонат Вірменії у 2000 і 2003 роках. Зумів пробитися на Чемпіонат світу ФІДЕ 2004, але вибув у першому раунді, поступившись Сергієві Тивякову. 2006 року переміг у Рейк'явіку Того ж року на 8-му Дубай-опені набрав 7/0 очок, поділивши перше місце з Сергієм Федорчуком і своїм співвітчизником Тиграном Л. Петросяном. У 2007 році виграв на фестивалі Руя Лопеса (Сафра, Іспанія, 6-25 березня), набравши 6,5/7 і на півтора очки випередивши решту, включаючи, зокрема, Руслана Пономарьова, Крішнана Сашикірана та Івана Соколова. Виграв меморіал Руя Лопеса 2007 у Сафре з величезною перевагою 2½ очки і турнірним перформенсом 3021. 2008 року посів 3-тє місце на другому Руй Лопес Інтернешнл в Мериді, набравши 4,5/7 очок. 2009 року посів перше місце на 18-му щорічному Чикаго-опен. Кваліфікувся на кубок світу 2009, але в першому колі поступився Лі Чао. Виграв щорічний Чикаго Open 2012, набравши 7,0 очок з 9.
Вірменія уперше в своїй історії перемогла на 37-й шаховій Олімпіаді, випередивши Китай і США. Саркісян грав на п'ятій шахівниці.
2008 року вдруге поспіль виграв зі збірною золото на 38-й шаховій Олімпіаді в Дрездені. Грав там на третій шахівниці й переміг Олександра Грищука. Це була єдина перемога в грі з Росією, яка вивела команду в лідери. Вірменія в остаточному підсумку на один пункт випередила Ізраїль. Президент Вірменії Серж Саргсян відвідав Олімпіаду, щоб підтримати команду. Після Олімпіади шахісти полетіли назад до Вірменії разом з ним на президентському літаку.
2011 року збірна Вірменії вперше перемогла на командному чемпіонаті світу. Саркісян грав на четвертій шахівниці.
Був у складі національної збірної, яка 2012 року повернула собі титул переможців на 40-й шаховій Олімпіаді. Гравців зустрічав натовп людей у момент приземлення їх літака в аеропорту «Звартноц».
2014 року Саркісян поділив 1-ше місце з Пріядхаршаном Каннапаном на 23-му щорічному турнірі Чикаго опен. 2015 року він поділив 1-ше місце з Пенталою Харікрішною і Лораном Фрессіне на 2-му міжнародному турнірі в Дугласі (Острів Мен).

## Командні змагання
Саркісян грав за Вірменію на шахових олімпіадах в 2000, 2002, 2004, 2006, 2008, 2010 і 2012. Виграв бронзову медаль у командному заліку у 2002 і 2004 роках і золоту медаль у командному заліку у 2006, 2008 та 2012 роках. На олімпіаді 2008 виборов золоту медаль в особистому заліку на третій шахівниці (+7 -0 =4, з турнірним перформенсом 2869). Був членом вірменської збірної, коли та перемогла на командному чемпіонаті світу у Нінбо 2011. Також грав за Вірменію на Командному чемпіонаті Європи у 2007, 2009, 2011, 2013 і 2015 роках, вигравши срібло командному заліку у 2007 і 2015 роках і золото в особистому заліку у 2009 році. Саркісян грав за «Міка Єреван» на Клубному кубку Європи з шахів у 2008, 2009, 2010, 2011 роках і зіграв за «ЦС Лінекс Магія Мерида» (Іспанія) на 23-му клубному кубку в Кемері 2007 року, вигравши з командою золоті медалі.

## Нагороди
У червні 2006 року Саркісян був нагороджений медаллю Мовсеса Хоренаці, У грудні 2009 року нагороджений медаллю За заслуги перед Вітчизною і в липні 2012 року «Орденом Пошани» Республіки Вірменія.

## Зміни рейтингу
| На цьому місці має відображатися графік чи діаграма, однак з технічних причин його відображення наразі вимкнено. Будь ласка, не видаляйте код, який викликає це повідомлення. Розробники вже працюють для того, щоби відновити штатне функціонування цього графіка або діаграми. | |
| | На цьому місці має відображатися графік чи діаграма, однак з технічних причин його відображення наразі вимкнено. Будь ласка, не видаляйте код, який викликає це повідомлення. Розробники вже працюють для того, щоби відновити штатне функціонування цього графіка або діаграми. |